# Henrik Nylander
Henrik Stefan Erik Nylander (* 15. November 1914 in Härnösand; † 10. Mai 1993 in Lidingö) war ein schwedischer Bauingenieur.
Nylander studierte an der Königlich Technischen Hochschule in Stockholm mit dem Abschluss 1939 und wurde dort 1942 promoviert. Ab 1947 war er dort Professor für Baustatik.
Er war wesentlich an den staatlichen Normen in Schweden zu Beton und Stahlbeton beteiligt und auch an den Stahlbaunormen.
1984 erhielt er den International Award of Merit in Structural Engineering.